# James Goddard
James Goddard (Victoria (Seychellen), 30 maart 1983) is een Britse zwemmer. Hij vertegenwoordigde zijn vaderland op de Olympische Zomerspelen 2004 in Athene, op de Olympische Zomerspelen 2008 in Peking, en op de Olympische zomerspelen 2012 in Londen.

## Carrière
Bij zijn internationale debuut, op de Gemenebestspelen 2002 in Manchester, veroverde Goddard de gouden medaille op de 200 meter rugslag en de bronzen medaille op de 200 meter wisselslag. Op de wereldkampioenschappen zwemmen 2003 in Barcelona werd de Brit uitgeschakeld in de series van de 200 meter rugslag. In Dublin nam Goddard deel aan de Europese kampioenschappen kortebaanzwemmen 2003, op dit toernooi strandde hij in de series van de 50, 100 en 200 meter rugslag. Tijdens de Olympische Zomerspelen van 2004 in Athene eindigde de Brit als vierde op de 200 meter rugslag.

### 2005-2008
Op de wereldkampioenschappen zwemmen 2005 in Montreal werd Goddard uitgeschakeld in de halve finales van de 200 meter rugslag.
In Boedapest nam de Brit deel aan de Europese kampioenschappen zwemmen 2006, op dit toernooi eindigde hij als vijfde op de 200 meter rugslag en strandde hij in de series van de 100 meter rugslag. Tijdens de Europese kampioenschappen kortebaanzwemmen 2006 in Helsinki eindigde Goddard als vierde op de 200 meter rugslag, op de 100 meter rugslag werd hij uitgeschakeld in de series.
Op de wereldkampioenschappen zwemmen 2007 eindigde de Brit als zesde op de 200 meter rugslag.
In Manchester nam Goddard deel aan de wereldkampioenschappen kortebaanzwemmen 2008. Tijdens dit toernooi legde hij op de 200 meter wisselslag beslag op de bronzen medaille, op de 200 meter rugslag strandde hij in de series. Tijdens de Olympische Zomerspelen van 2008 in Peking eindigde de Brit als zesde op de 200 meter wisselslag. Op de Europese kampioenschappen kortebaanzwemmen 2008 in Rijeka sleepte Goddard de gouden medaille in de wacht op 200 meter wisselslag en de bronzen medaille op de 100 meter wisselslag, op de 200 meter rugslag werd hij uitgeschakeld in de series.

### 2009-heden
In Rome nam de Brit deel aan de wereldkampioenschappen zwemmen 2009, op dit toernooi eindigde hij als zesde op de 200 meter wisselslag.
Tijdens de Gemenebestspelen 2010 in Delhi veroverde Goddard de gouden medaille op zowel de 200 meter rugslag als de 200 meter wisselslag.
Op de wereldkampioenschappen zwemmen 2011 in Shanghai eindigde de Brit als vierde op de 200 meter wisselslag.

## Internationale toernooien
| Jaar | Olympische Spelen  | WK langebaan       | WK kortebaan                        | EK langebaan                     | EK kortebaan                                         | Gemenebestspelen               |
| ---- | ------------------ | ------------------ | ----------------------------------- | -------------------------------- | ---------------------------------------------------- | ------------------------------ |
| 2002 |                    |                    | geen deelname                       | geen deelname                    | geen deelname                                        | 200m rugslag · 200m wisselslag |
| 2003 |                    | 25e 200m rugslag   |                                     |                                  | 34e 50m rugslag 21e 100m rugslag 21e 200m rugslag    |                                |
| 2004 | 4e 200m rugslag    |                    | geen deelname                       | geen deelname                    | geen deelname                                        |                                |
| 2005 |                    | 11e 200m rugslag   |                                     |                                  | geen deelname                                        |                                |
| 2006 |                    |                    | geen deelname                       | 18e 100m rugslag 5e 200m rugslag | 19e 100m rugslag 4e 200m rugslag                     | geen deelname                  |
| 2007 |                    | 6e 200m rugslag    |                                     |                                  | geen deelname                                        |                                |
| 2008 | 6e 200m wisselslag |                    | 11e 200m rugslagg · 200m wisselslag | geen deelname                    | 17e 200m rugslag · 100m wisselslag · 200m wisselslag |                                |
| 2009 |                    | 6e 200m wisselslag |                                     |                                  | geen deelname                                        |                                |
| 2010 |                    |                    | geen deelname                       | geen deelname                    | geen deelname                                        | 200m rugslag · 200m wisselslag |
| 2011 |                    | 4e 200m wisselslag |                                     |                                  | geen deelname                                        |                                |
| 2012 | 7e 200m wisselslag |                    | geen deelname                       | geen deelname                    | geen deelname                                        |                                |
| 2013 |                    | geen deelname      |                                     |                                  | 12-15 december                                       |                                |

## Persoonlijke records
Bijgewerkt tot en met 6 oktober 2010

### Kortebaan
| Afstand         | Tijd    | Datum            | Plaats     |
| --------------- | ------- | ---------------- | ---------- |
| 100m rugslag    | 52,87   | 14 augustus 2003 | Stockport  |
| 200m rugslag    | 1.53,43 | 18 december 2009 | Manchester |
| 100m wisselslag | 52,36   | 14 december 2008 | Rijeka     |
| 200m wisselslag | 1.52,62 | 19 december 2009 | Manchester |
| 400m wisselslag | 4.07,35 | 21 december 2008 | Parijs     |

### Langebaan
| Afstand         | Tijd    | Datum          | Plaats     |
| --------------- | ------- | -------------- | ---------- |
| 100m rugslag    | 54,90   | 17 maart 2005  | Manchester |
| 200m rugslag    | 1.55,58 | 6 oktober 2010 | Delhi      |
| 200m wisselslag | 1.57,12 | 29 juli 2009   | Rome       |
| 400m wisselslag | 4.16,05 | 20 maart 2009  | Sheffield  |